# Буковиця (Ренче-Вогрско)
Буковиця (словен. Bukovica) — поселення в общині Ренче-Вогрско, Регіон Горишка, Словенія. Висота над рівнем моря: 56,4 м. Розташоване в долині річки Віпава.